# Welbike
Das Welbike ist ein in den Jahren 1942/1943 entwickeltes leichtes einsitziges Faltkraftrad, das in einem Container verpackt mit einem Fallschirm abgeworfen werden konnte. Er wurde durch die Station IX, das Inter Services Research Bureau mit Sitz in Welwyn für die SOE entwickelt. Er kam jedoch nie bei dieser Spezialeinheit zum Einsatz. Viele der Fahrzeuge wurden in Arnheim bei der Operation Market Garden durch Luftlandetruppen eingesetzt.

## Technische Daten
Das von Major John Dolphin entwickelte Welbike wurde in einer Stückzahl von 3853 durch den Motorradhersteller Excelsior produziert. Das Fahrzeug wog 32 kg und konnte mit dem 3,7 Liter fassenden Tank rund 140 km weit fahren. Der horizontal eingebaute Villiers Junior Deluxe Motor (luftgekühlter Einzylinder-Zweitakter) hatte einen Hubraum von 98 cm³. Die Höchstgeschwindigkeit betrug 45 km/h. Um den Aufprall im Abwurfcontainer besser zu überstehen, wurde der Rahmen verstärkt. Das Fahrzeug passte in einen Standard-Container mit der Abmessung 1,30 m × 0,38 m × 0,30 m. Sitz und Lenker wurden dabei abgebaut. Der kleine Durchmesser der Räder von nur rund 30 Zentimetern schränkte die Beweglichkeit in schlechtem Gelände ein.

## Einsatz

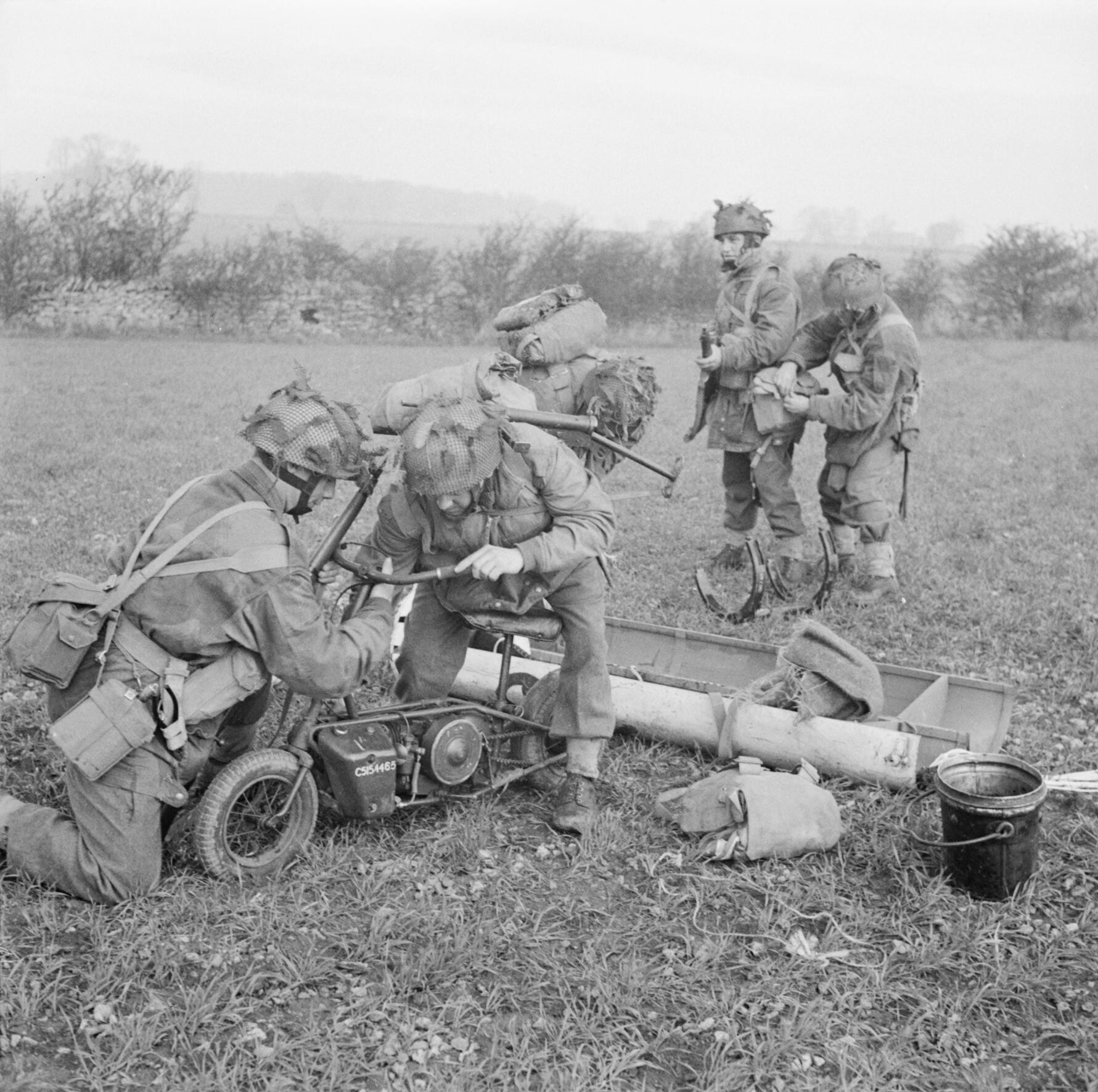
Fallschirmjäger setzen 1944 während einer Übung ein Welbike zusammen.

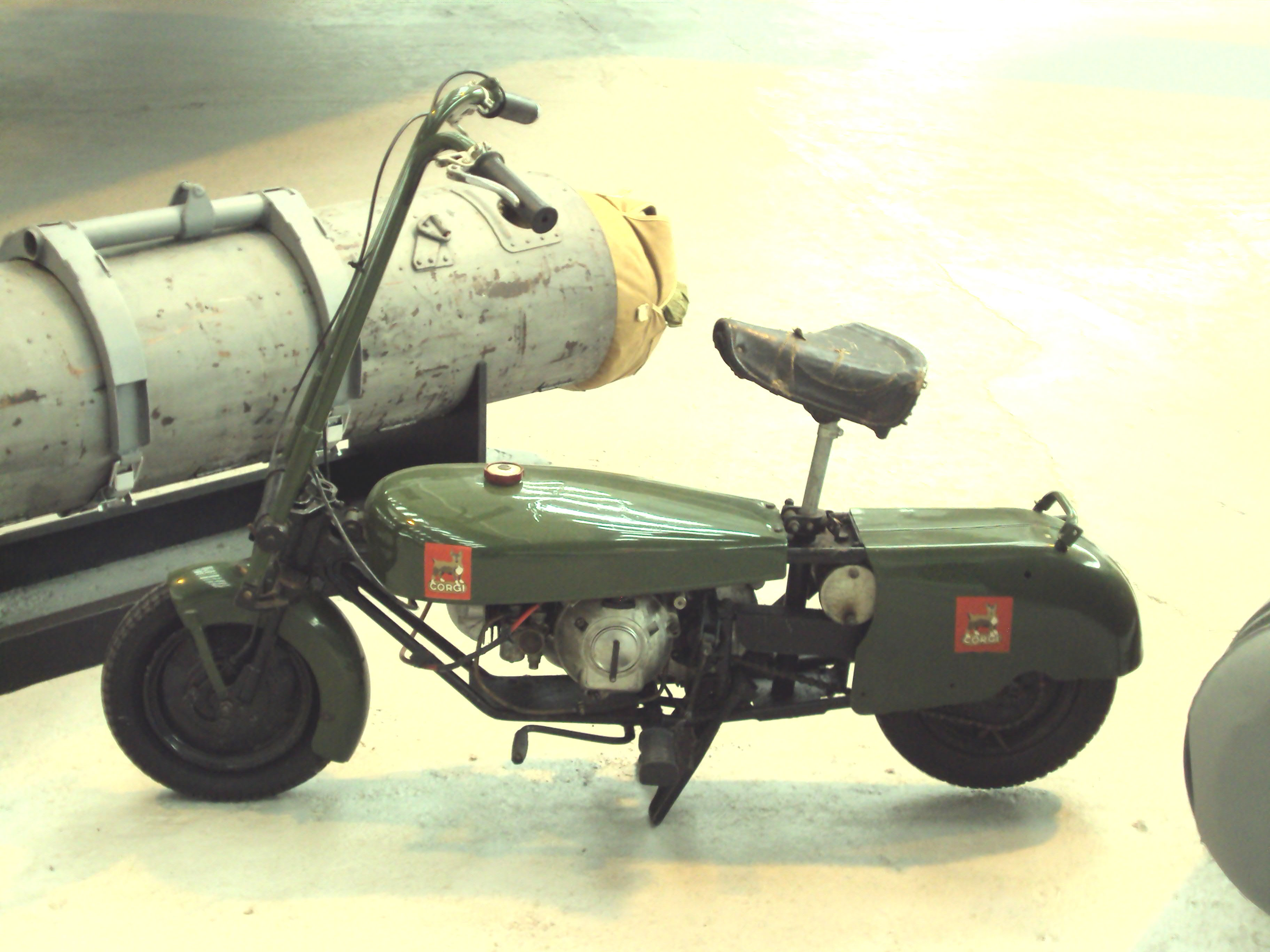
Modell Corgi als Nachfolger des Welbike.

Ursprünglich war vorgesehen, mit diesem Fahrzeug die Aktionsreichweite der Luftlandetruppen zu erhöhen. Allerdings wurden bald größere Lastensegler entwickelt, die auch Motorräder, Geländewagen und sogar kleinere Panzer transportieren konnten, so dass die Welbikes nur sporadisch eingesetzt wurden.
Das Welbike wurde erstmals 1944 bei der Operation „Market Garden“ abgeworfen und nahm nur an wenigen anderen Einsätzen teil.

## Sonstiges
Es wurden rund 3600 Welbikes in zwei Varianten produziert, wobei das Baumuster II mit einem größeren Benzintank und einem Spritzschutz am Hinterrad ausgestattet war.
Durch das Unternehmen Brockhouse Engineering wurden nach dem Krieg etwas komfortablere Fahrzeuge unter der Bezeichnung „Corgi“ produziert. Diese gelten als Vorläufer der beliebten Monkeys der 1960er Jahre.
Der Name Welbike leitet sich vom Entwicklungsort, Station IX in Welwyn, ab. Alle Projekte, die dort entstanden, beginnen mit Wel. Weitere Projekte waren Welman und Welrod.